# Праленик
Праленик (мкд. Праленик) је насељено место у Северној Македонији, у западном делу државе. Праленик припада општини Центар Жупа.

## Географија
Насеље Праленик је смештено у крајњем западном делу Северне Македоније, близу државне границе са Албанијом (4 km западно). Од најближег већег града, Дебра, насеље је удаљено 22 km јужно.
Рељеф: Праленик се налази у области Жупа, на западним падинама планине Стогово. Источно од насеља се налази главно било планине, док се западно тло спушта у долину Црног Дрима, која је у ово делу преграђена, па је ту образовано вештачко Дебарско језеро. Надморска висина насеља је приближно 690 метара.
Клима у насељу је планинска због знатне надморске висине.

## Становништво
По попису становништва из 2002. године Праленик је имао 177 становника.
Претежно становништво у насељу су Турци (Торбеши) (99%).
Већинска вероисповест у насељу је ислам.